# Universidad Católica de Santa Fe

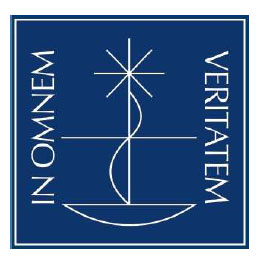
"Hacia toda verdad"

La Universidad Católica de Santa Fe (UCSF) es una universidad situada en la ciudad de Santa Fe, en Argentina.

## Historia
La abolición del monopolio estatal sobre la educación universitaria era una aspiración histórica principalmente de la Iglesia católica, institución que había fundado las primeras universidades del país, luego expropiadas. Un antecedente claro en este respecto es José Manuel Estrada.
Hacia mediados del siglo XX, por decisión del ministro de Educación  demócrata cristiano Atilio Dell'Oro Maini, la legislación sobre posibilidad de enseñanza privada se materializó gracias al el 22 de diciembre de 1955 en el decreto-ley 6403, que permitió la creación de universidades privadas con capacidad para entregar títulos y diplomas académicos consagrando la autonomía universitaria. Gracias a estas gestiones, el 8 de junio de 1956 fue creada la Universidad Católica de Córdoba entre otras instituciones educativas superiores privadas.
Pero durante el gobierno del presidente Arturo Frondizi, en el año 1958, hubo un movimiento laicista creado a partir de la sanción de dos grandes leyes sancionadas durante ese gobierno: la aprobación del Estatuto del Docente y la que habilitó a las universidades privadas a emitir títulos profesionales. Fue sin dudas esta última la que motivó una gran protesta estudiantil conocida como "Laica o libre". Finalmente, el sector de radicales frondicistas, demócratacristianos, nacionalistas católicos y aliados liderado por el  Presidente  Frondizi logró la aprobación de esta reforma llevó a que se otorgara personería jurídica a nuevas universidades.
La Universidad Católica de Santa Fe fue fundada por el arzobispo de Santa Fe Nicolás Fasolino en 1957 como Instituto Libre Pro–Universidad Católica de Santa Fe. En octubre de 1958 se obtuvo la personería jurídica y en marzo de 1959 se formalizó el acta de fundación y los estatutos bajo la denominación de Instituto Universitario Católico.

## Autoridades
- Gran Canciller 
Monseñor Sergio Fenoy, Arzobispo de Santa Fe de la Vera Cruz

- Directorio 
Presidente: Dr. Armando De Feo (h) 
Vicepresidente: Mg. Lic. Eugenio Martín De Palma 
Secretario: Dr. Santiago Francisco Petrone 
Tesorero:  CPN Claudia Patricia Gauna

- Rectorado 
Rector: Mg. Lic. Eugenio Martín De Palma 
Vicerrector Académico: Dr. Guillermo Ignacio Valentín Kerz 
Vicerrector de Formación: Pbro. José Luis Ayala

## Composición de la Universidad

### Sedes
Sede Santa Fe

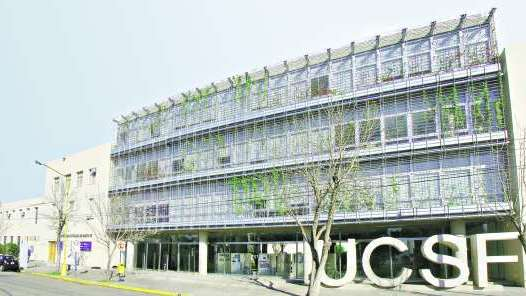
Sede Santa Fe.

Fue fundada el 9 de junio de 1957, por parte del entonces Arzobispo de Santa Fe, Monseñor Dr. Nicolás Fasolino. como Instituto Libre Pro–Universidad Católica de Santa Fe. En octubre de 1958 consiguió la personería jurídica y en marzo de 1959 se formalizó el acta de fundación y los estatutos bajo la denominación de Instituto Universitario Católico. Queda ubicada en Echague 7151, cercana a la Basílica de Guadalupe. Se encuentran aquí las siguientes Facultades: Arquitectura, Filosofía y Humanidades, Ciencias de la Salud, Ciencias Económicas,  Derecho y Ciencia Política, Psicología y el Departamento de Posgrado.
Sede en Reconquista

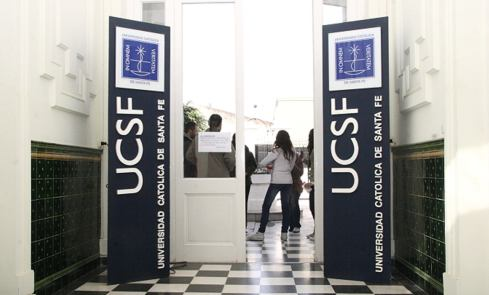
Sede Reconquista.

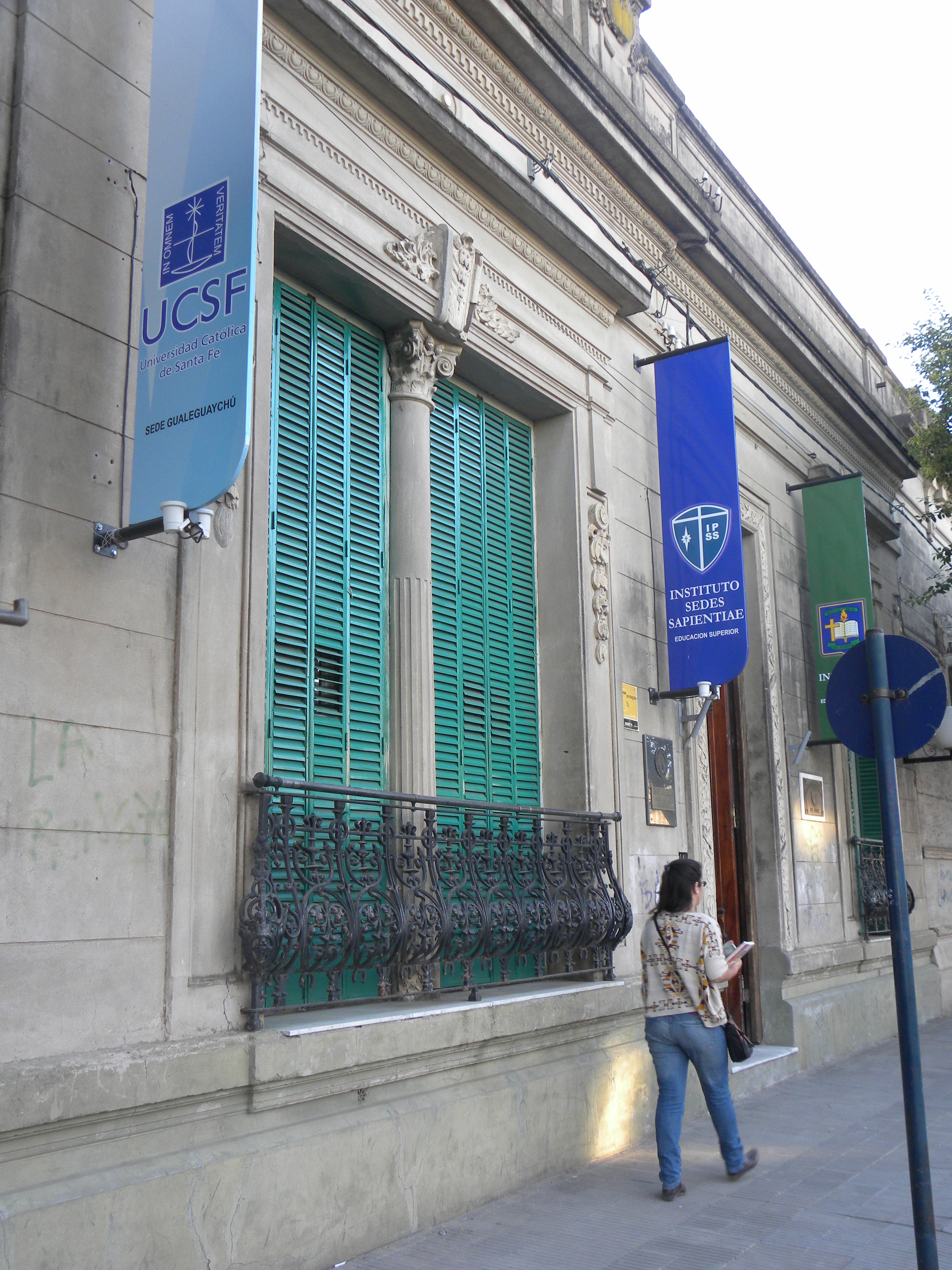
Sede Gualeguaychu

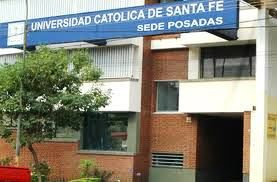
Sede Misiones.

Se inauguró el lunes 27 de agosto de 2012. Funcionan aquí la Facultad de Ciencias Económicas; la Facultad de Derecho y Ciencias Políticas; y la Facultad de Filosofía y Humanidades
Sede Rafaela

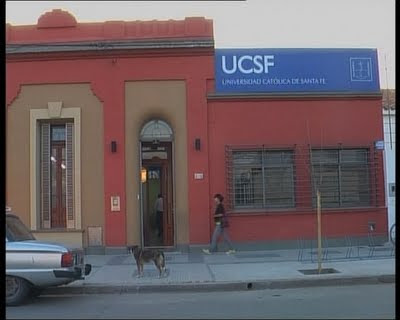
Sede Rafaela.

Se trata de una extensión académica ubicada en la vecina ciudad de Rafaela. Funciona aquí la Facultad de Arquitectura.
Sede Gualeguaychú
En la provincia de Entre Ríos. Funciona aquí la Facultad de Ciencias Económicas.
Sede Posadas
Funcionan aquí la Facultad de Derecho y Ciencias Políticas; y la Facultad de Arquitectura.
Sede Rosario

Inauguró oficialmente el 14 de marzo de 2014. Dicta las carreras de Arquitectura y Diseño Industrial en la Facultad de Arquitectura.

### Unidades Académicas
- Facultad de Arquitectura: Mgter. Arq Gabriel Biagoni
- Facultad de Ciencias Agropecuarias
- Facultad de Ciencias Económicas CPN Horacio Alesandria
- Facultad de Ciencias de la Salud Dr. Sebastian Del Pazo
- Facultad de Derecho y Ciencia Política Mgter Lic. Magín Ferrer
- Facultad de Filosofía y Humanidades Lic. Milagros Vigil
- Facultad de Psicología Esp. Lic. Ana Luisa Natta
- Dirección de Posgrado Dra Anabel GAITÁN

## Carreras de Grado
Sede Santa Fe
- Arquitectura

- Licenciatura en Diseño Industrial

- Contador Público

- Licenciatura en Administración

- Licenciatura en Economía

- Licenciatura en Sistemas de Información.

- Tecnicatura Universitaria Administrativo-Contable

- Tecnicatura Universitaria en Cooperativas y Mutuales

- Licenciatura en Fonoaudiología

- Licenciatura en Nutrición

- Licenciatura en Obstetricia

- Licenciatura en Terapia Ocupacional

- Acompañante Terapéutico Ocupacional

- Licenciatura en Gerontología

- Abogacía

- Licenciatura en Relaciones Internacionales

- Martillero Público y Corredor Inmobiliario

- Notariado

- Licenciatura en Filosofía

- Profesorado de Filosofía

- Licenciatura en Filosofía

- Licenciatura en Letras

- Licenciatura en Ciencias de la Comunicación

- Licenciatura en Ciencias de la Educación

- Licenciatura en Psicopedagogía

- Profesorado en Ciencias de la Educación

- Licenciatura en Gestión de la Educación – Ciclo de Licenciatura

- Profesorado Universitario en Enseñanza Superior – Ciclo de Profesorado

- Licenciatura en Medio Digitales - Ciclo de Licenciatura

- Licenciatura en Psicología

 Sede Rafaela
- Arquitectura

- Licenciatura en Obstetricia
- Lic. en Terapia Ocupacional

 Sede Reconquista
- Contador Público

- Licenciatura en Administración

- Tecnicatura Universitaria Administrativo-Contable

- Abogacía

- Notariado

- Licenciatura en Psicopedagogía

- Profesorado en Enseñanza Superior
- Lic. en Kinesiología y Fisiatría
- Lic. en Terapia Ocupacional
- Veterinaria
- Tecnicatura Universitaria en Producción Agropecuaria

 Sede Gualeguaychú
- Contador Público

 Sede Posadas
- Arquitectura

- Abogacía

- Notariado

 Sede Rosario 
- Arquitectura

- Licenciatura en Diseño Industrial

- Tecnicatura Universitaria en Diseño Industrial
- Lic. en Obstetricia
- Lic. en Filosofía - Ciclo de Licenciatura
- Lic. en Gestión de la Educación - Ciclo de Licenciatura

## Títulos de Posgrado
Doctorado en Ciencia Jurídica 
Acreditado por la Comisión Nacional de Evaluación y Acreditación Universitaria (Res.- n º 410/14)
Doctorado en Educación
Carrera acreditada por la Comisión Nacional de Evaluación y Acreditación Universitaria - Resolución N.º 593/07
Especialización en Relaciones Internacionales
Acreditada por la Comisión Nacional de Evaluación y Acreditación Universitaria Res.- n º 250/06
Maestría en Evaluación de Impacto y Gestión Ambiental
Carrera acreditada por la Comisión Nacional de Evaluación y Acreditación Universitaria, Res. Nro. 638/99
Especialización en Terapias Cognitivas
Dictamen CONEAU N.º 10756/10, Expediente N.º 804-1332/10

## Editorial y Librería UCSF
La editorial de la Universidad Católica de Santa Fe comienza a funcionar en el año 1990 a fin de promocionar y difundir obras científicas y literarias de sus profesores. En el año 2006 se designa a los miembros del Consejo Editorial, quienes proceden de distintos campos disciplinares.
Establece lazos de cooperación con otras editoriales universitarias a través de su participación en la Red de Editoriales de Universidades Privadas (REUP), Red que ha nacido en el ámbito del Consejo de Rectores de Universidades Privadas (CRUP).
Coordinadora: Graciela Mancini

## Teatro
UCSF Cultura
Teatro de la universidad

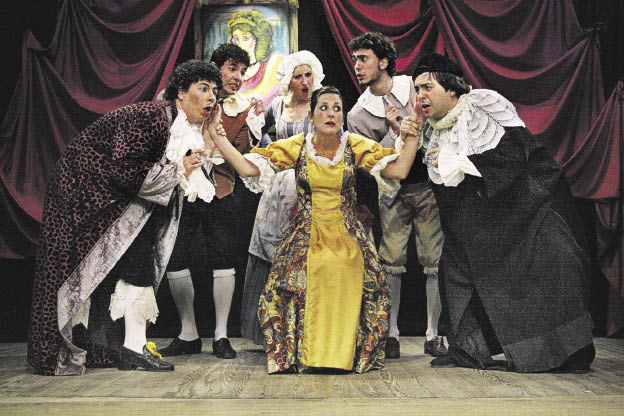
Grupo de teatro de la UCSF

El Taller de Teatro de la Universidad Católica fue creado a instancias de un grupo de alumnos en el año 1986 y a principios de 1987 estrenó la obra "He visto a Dios".
En el año 1990 se hizo cargo de la conducción del Taller el director Luis Mansilla, actor y promotor cultural de la ciudad. Desde ese momento el grupo inició un proceso de exigente formación corporal y actoral.
En mayo de 1991 se estrenó "La Barca sin Pescador" de A. Casona.
En agosto de 1992 se puso en escena la obra "Despertate Cipriano" de F. De Filipis Novoa con gran aceptación de la crítica y una asistencia de más de mil espectadores en sus presentaciones.
Se destaca el montaje en el año 1994 de la obra "Jettatore" de G. de Laferrere, de gran suceso, en especial durante su presentación en la Fiesta Provincial de Teatro, lo que significó la obtención de varios premios por parte de sus integrantes.
En el año 1996 se estrenó "Mateo" de Armando Discépolo con excelente crítica, que fue representada en numerosas oportunidades en la capital y el interior de Santa Fe (San Jenaro Norte, San Carlos, Humbolt) y la ciudad de La Plata.
En el año 1997 se montó la obra que mayor concurrencia de público tuvo en nuestra ciudad durante ese año, la comedia "Dos Señores Atorrantes"; además se realizaron cursos de preparación teatral con destacados maestros como Julian Knab (Alemania) y Eduardo Calvo (Argentina).
En 1998 se puso en escena la obra "Jaque a la Reina" de Peyrou y Santillán, con la cual se obtuvo el tercer puesto en la Selección Provincial de Teatro, representándose durante dos meses en nuestra ciudad y otras localidades como Embalse Río Tercero, Rafaela, Las Toscas y San Carlos Centro.

## Complejo multimedial
La universidad cuenta con un complejo multimedial, inaugurado en el año 2007, perteneciente a la Facultad de Humanidades, el cual está compuesto por el estudio de TV más grande de la ciudad de Santa Fe, un estudio de radio, una sala de redacción y otra de edición.
La carrera de Lic. En Cs. de la Comunicación es dictada en este complejo, brindándole a los estudiantes de la misma, una relación muy estrecha y didáctica con su área de trabajo en un futuro.

## Revista “Universidad Hoy”
La Universidad Católica de Santa Fe cuenta con una revista llamada “Universidad Hoy” de emisión diaria, con el motivo de informar y dar a conocer a la sociedad todas las noticias, información de la entidad y suplementos culturales útiles para el desarrollo de la sociedad. Ésta revista es elaborada diariamente por el departamento de Comunicación institucional.